# Ensfyr

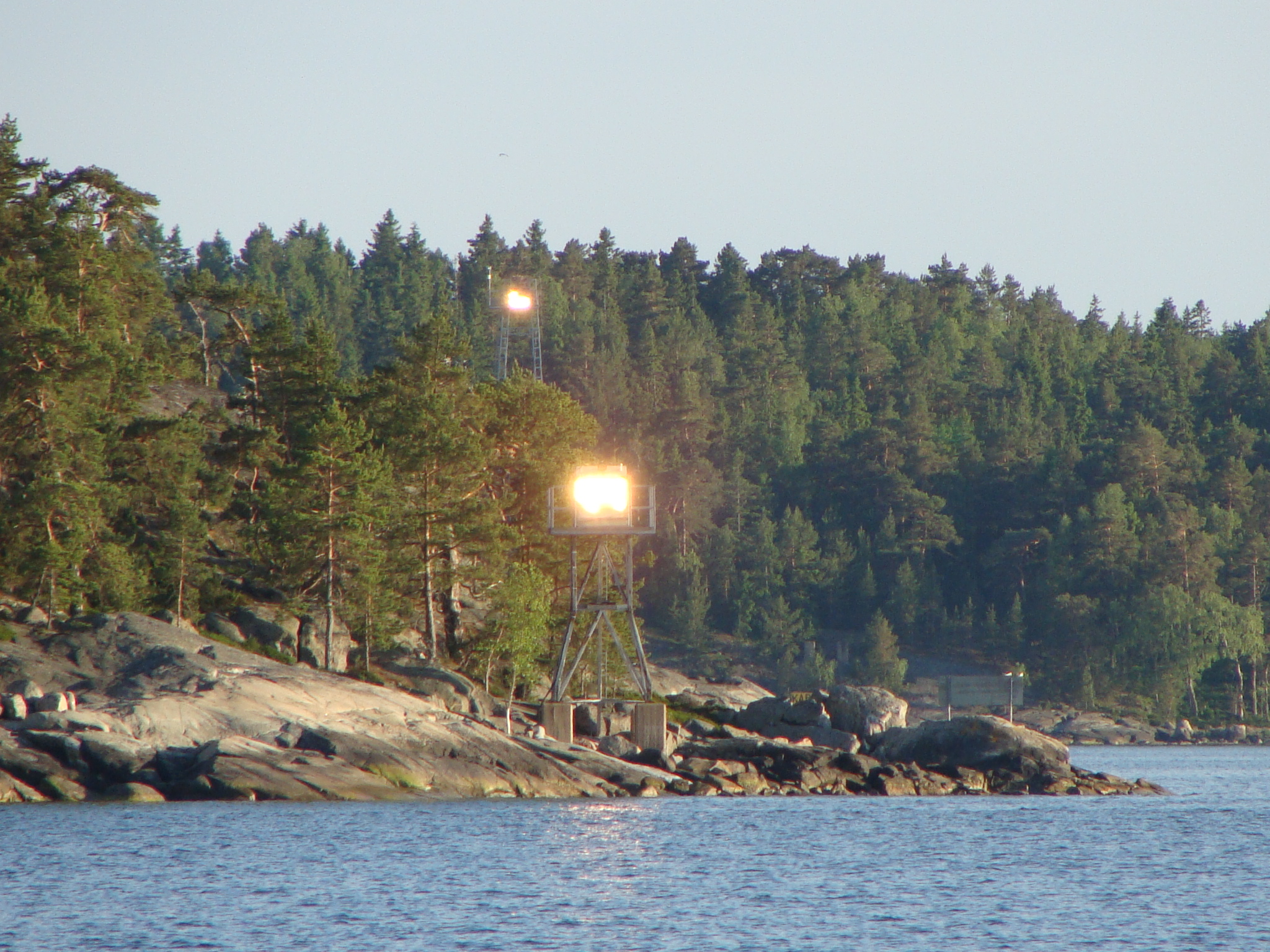
Belyst enslinje som markerar farleden över Erstan i Skärgårdshavet. Här är ljusen tillräckligt starka för att synas också dagtid.

Ensfyrar är ledfyrar som är placerade parvis utefter en enslinje i anslutning till en farled. Ensfyrar placeras på olika höjd och har i regel samma namn med tillägget undre, den fyr som ligger närmast och på lägre höjd, och övre, den fyr som befinner sig längst bort och högre upp utefter enslinjen i farleden.
Då ljuset från ensfyrarna syns över varandra befinner de sig ens utefter en i farleden given enslinje. Ensfyrar används den sista sträckan i en farled eller vid inloppet till en hamn samt även i trånga farleder. 
- Ledfyrar i farleder delas in i ensfyrar och sektorfyrar.
- I Finland är det vanligt att linjetavlor förses med fyrkaraktär och därmed fungerar som ensfyrar. Detta arrangemang används allmänt också långt ute i skärgården.